# Will Hendry
William Michael Hendry (sinh ngày 10 tháng 11 năm 1986 tại Maidenhead, Berkshire, Anh) là một cầu thủ bóng đá người Anh thi đấu ở vị trí tiền vệ cho Hayes & Yeading United. Anh thi đấu ở Football League cho Millwall.

## Sự nghiệp câu lạc bộ
Hendry trở lại Hayes & Yeading United vào tháng 12 năm 2011, trước đó nằm trong đội hình giành quyền lên chơi tại Conference National vào tháng 5 năm 2009.